# Chrám Matky Boží Vlachernské

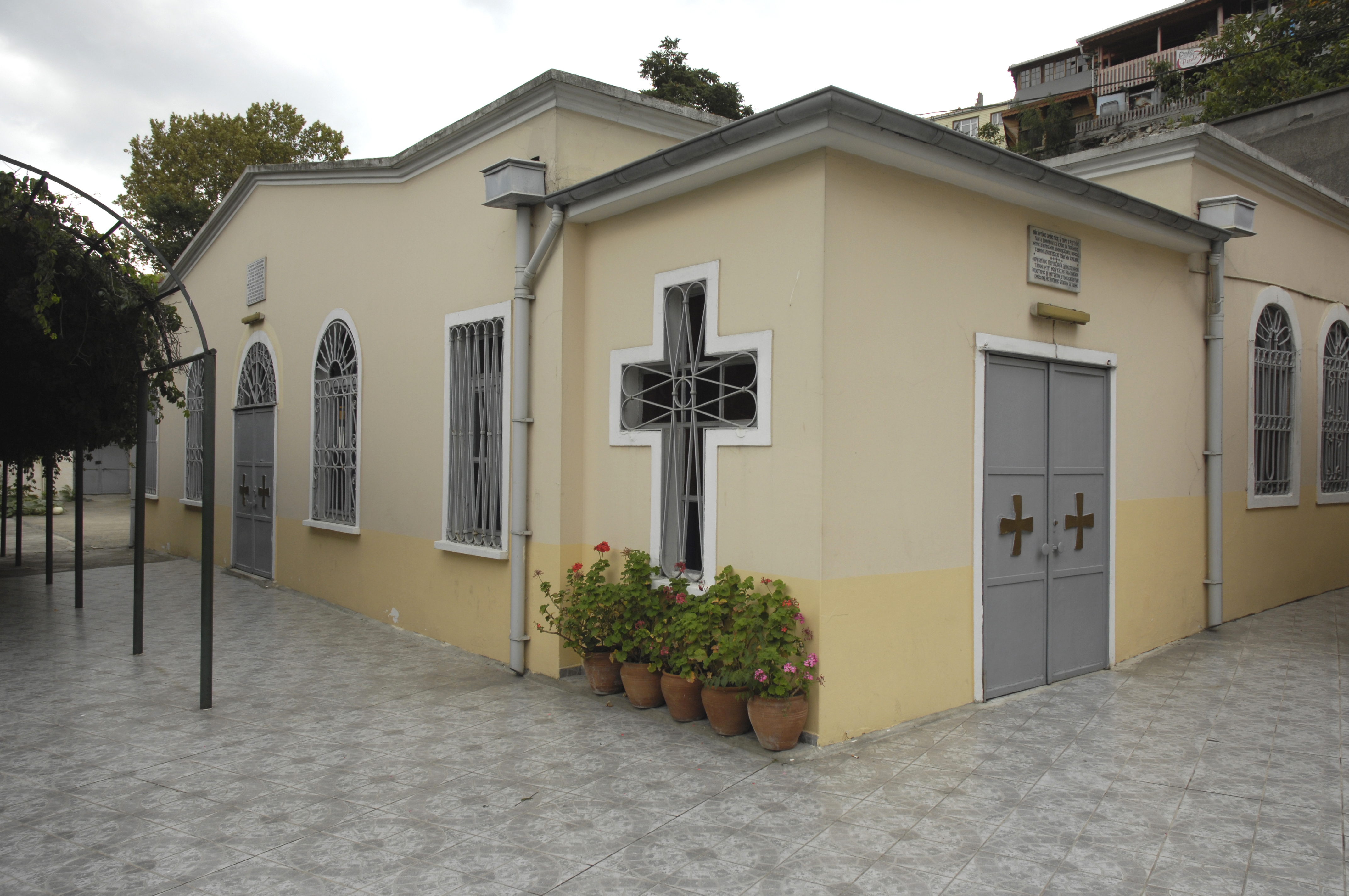
Chrám Matky Boží Vlachernské, Istanbul

Chrám Matky Boží Vlachernské (nebo také Blachernské, řecky Θεοτόκος των Βλαχερνών /pr. Theotókos ton Vlachernón/; turecky Meryem Ana Kilisesi) je východní pravoslavný chrám ve čtvrti Fatih v Istanbulu, přímo uvnitř starých hradeb. V druhé polovině byzantského období a až do svého zničení v roce 1434 byl chrám jednou z nejproslulejších východořímských svatyní, která svým významem pravděpodobně předčila chrám Hagia Sofia kvůli své blízkosti k Vlachernskému paláci.

## Historie

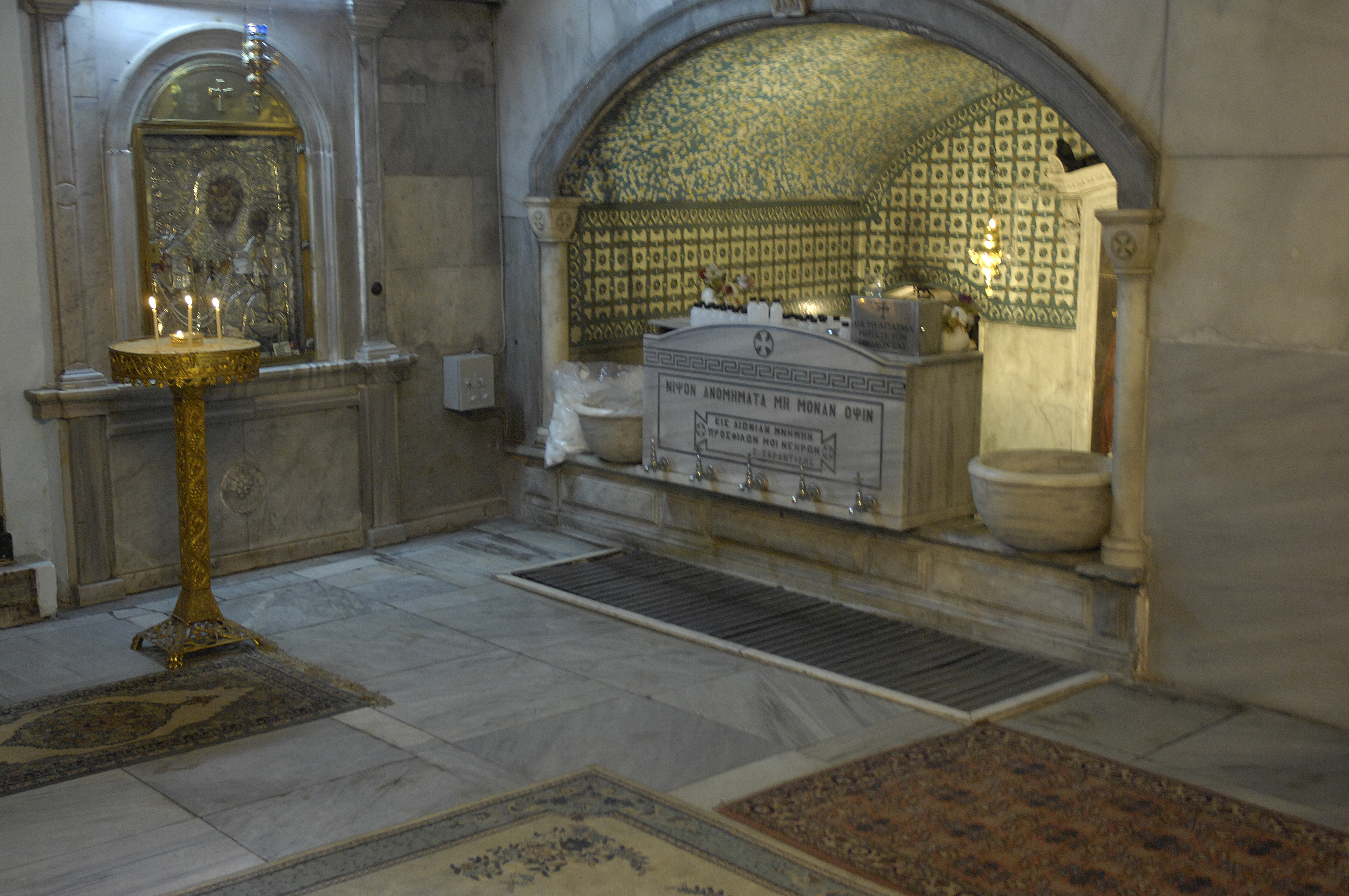
Chrám Matky Boží Vlachernské – ikona Vlachernitissa a svatá lázeň Hagia Lousma.

Vlachernský chrám založila císařovna Aelia Pulcheria v roce 450 L.P. poblíž svatého pramene Panny Marie Vlachernské – hagiasma, který zde vyvěral a nacházel se za Theodosiánskými hradbami na úpatí šestého konstantinopolského pahorku. Po smrti císařovny v roce 453 svatyni dokončil její manžel, císař Marcianus.
Císař Lev I. nechal v blízkosti chrámu postavit dvě další budovy: parecclesion (boční kaple) nazvaný Ayía Sorós (svatý relikviář) a nad pramenem budovu Hagion Loúsma (posvátná lázeň). V kapli se nacházel tyto relikvie Přesvaté Bohorodice: roucho – maforion, které přivezli z Palestiny v roce 473 (pravoslavný svátek 2. července), pokrývka hlavy (pravoslavný svátek 1. říjen), též ctěný pás (pravoslavný svátek 31. srpen) a předně ikona Matky Boží Vlachernské, která byla přivezena roku 439 z Jeruzaléma císařovnou Eudokií a stala se palládiem, hlavní ochránkyní města Konstantinopole a celé Východořímské říše. Ikona byla namalována na dřevě a ozdobena zlatem a stříbrem.

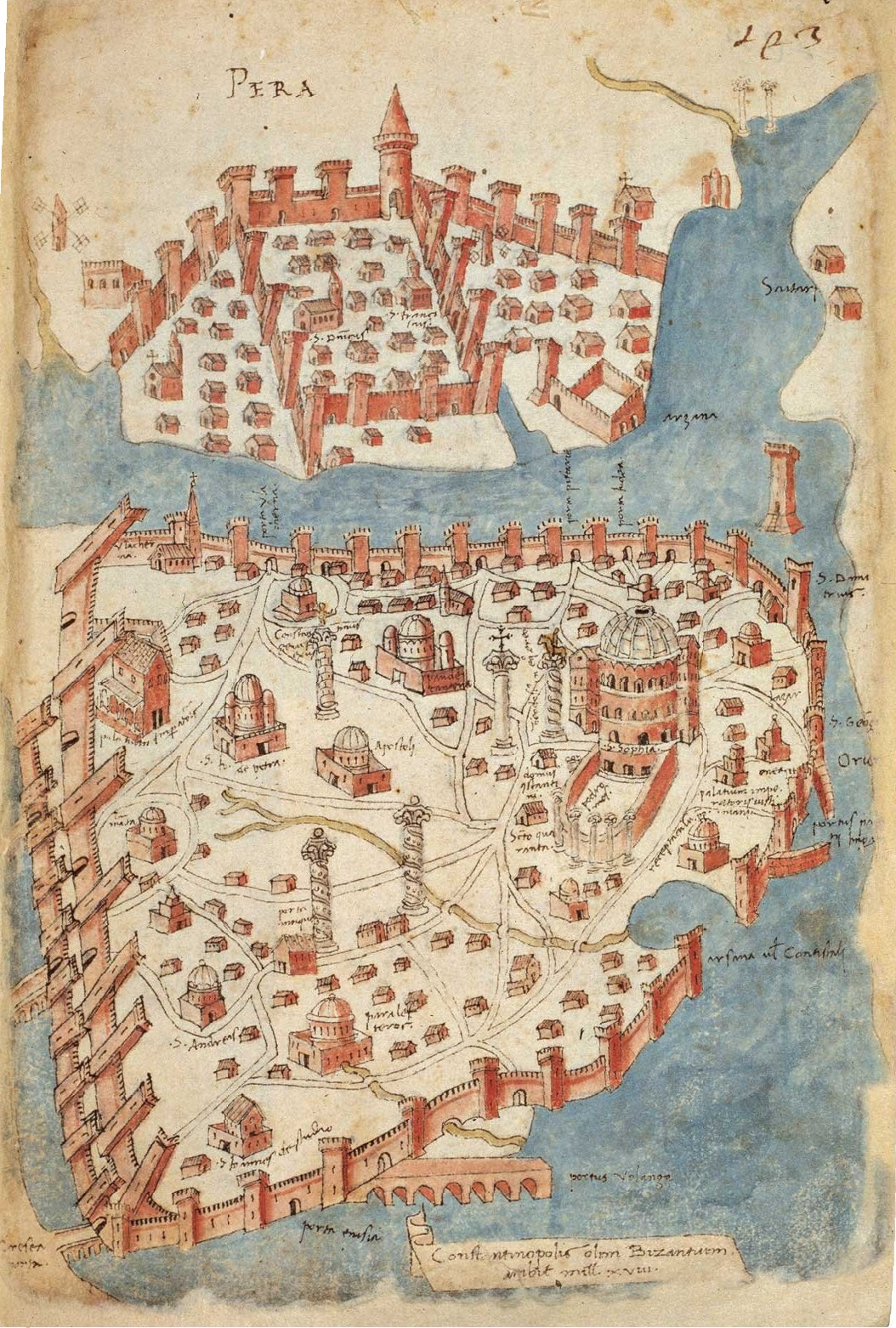
Mapa Konstantinopole kolem roku 1420, Cristofor Buondelmonti. Čtvrť Blachernae je vidět v levé střední části mapy, ze dvou stran obklopená hradbami města, pod Zlatým rohem.

S rostoucím významem chrámového komplexu, který byl za císařů Justina I. a Justiniána I. obnoven a rozšířen, se císařové i s dvorem přiblížili k chrámu a nastěhovali se kolem roku 500 do nově postaveného Vlachernského paláce. U chrámu se kromě relikviáře a svaté lázně nacházel také monastýr.

V době obležení Konstantinopole vojsky Avarů a Peršanů v roce 626, kdy císař Herakleios bojoval proti Peršanům v Mezopotámii, se město ocitlo ve velikém nebezpečí. Tehdy císařův syn Konstantin, patriarcha Sergius a patricij Bonus nesli Vlachernskou ikonu prosebným modlitebním procesím podél hradeb a krátce nato byla avarská armáda zničena. Avarský chán poté řekl, že ho vyděsila vidina ženy ověšená drahokamy, která kráčela po hradbách. Od té doby je znám první mariánský akathist, jehož autorství je přičítáno svatému Romanu Sladkopěvci nebo patriarchu Sergiovi, jenž obsahuje následující kondak a patří k nejstarším zpívaným hymnům pravoslavné církve:
| „                    | Vojevůdkyně v boji vítězná, jež nás osvobozuješ od zlých, tebou chráněni díky ti vzdávají služebníci tvoji, Bohorodice. Ty pak vládnoucí mocí nepřemožitelnou, ze všech běd nás vytrhni, ať k tobě zní naše zvolání: „Raduj se, Nevěsto povždy panenská!“ | “ |
| — Mariánský akathist | |   |

Po vítězném návratu z bitvy do Konstantinopole, ze které císař Herakleios přivezl s sebou pravý Kříž, který Peršané ukořistili v Jeruzalémě, byl přijat konstantinopolským patriarchou ve Vlachernském chrámu. Později císař nechal chrám a celé Vlacherny obehnat zděnou hradbou a tak se celé předměstí ocitlo uvnitř města.

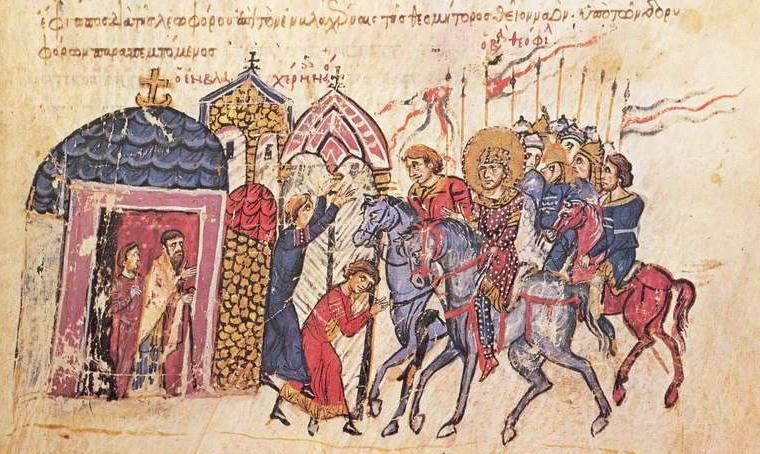
Byzantský císař Theofilos (r. 829-842) na koni navštěvuje chrám Matky Boží Vlachernské na konstantinopolském předměstí Vlacherny.

Byzantské vítězství během arabského obléhání v letech 717-718 bylo rovněž připisováno ochraně Matce Boží Vlachernské, stejně jako při obléhání Konstantinopole Rusy v roce 860. Při posledně jmenované příležitosti byl závoj Matky Boží (mafórion) ponořen do moře, aby byla vzývána Boží ochrana pro loďstvo. V roce 926 během války proti Simeonovi Bulharskému pomohla síla relikvií Bohorodice také přesvědčit bulharského cara, aby raději vyjednával s Byzantinci, než aby zaútočil na město.
Dne 15. srpna 944 přibyly do Vlachernského chrámu další dvě významné relikvie: dopis edeského krále Abgara V. Ježíšovi a Mandylion. Obě relikvie byly následně přeneseny do chrámu Matky Boží Faroské, jenž byl dvorní kaplí Velkého paláce v Konstantinopoli.

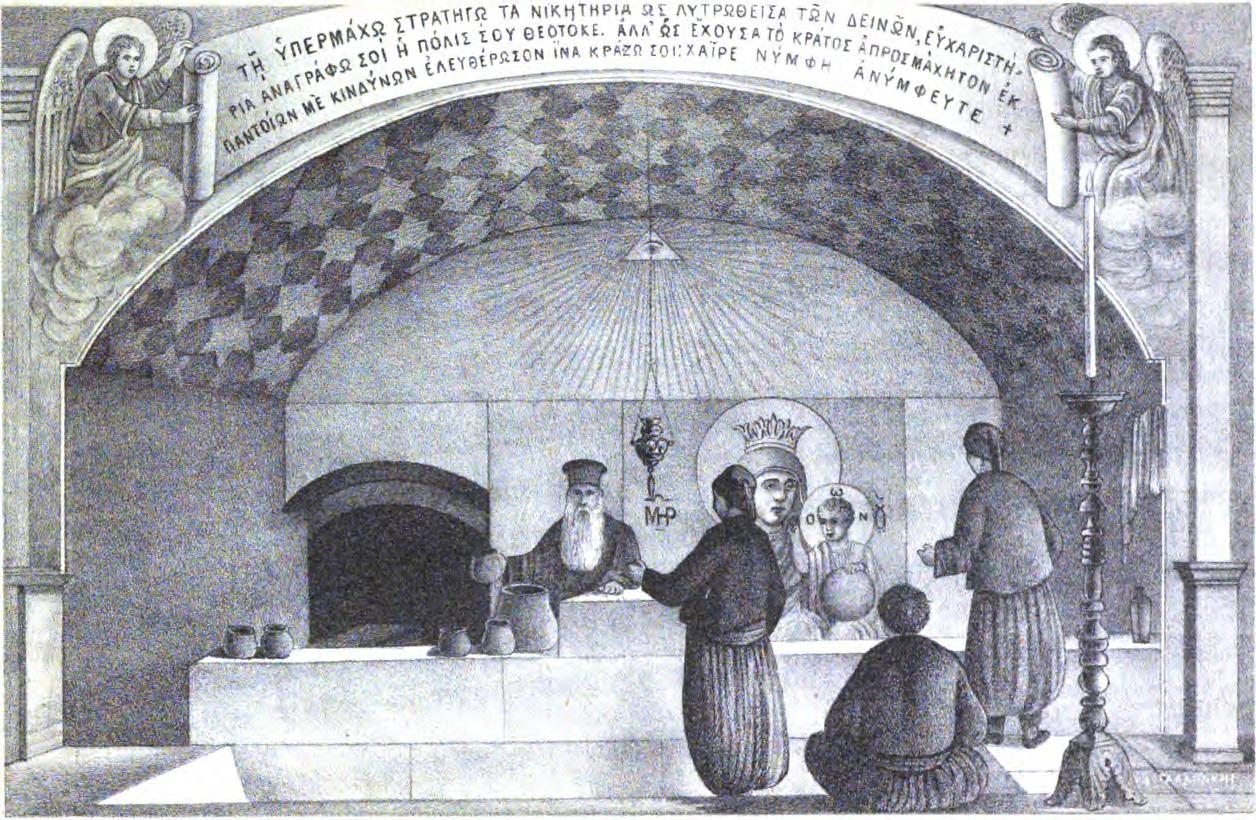
Vlachernská hagiasma, Paspatēs Alexandros Geōrgiou, 1877

Jako centrum uctívání obrazů hrál Vlachernský chrám důležitou roli i v byzantských náboženských sporech. V období ikonoklasmu se v chrámu konalo závěrečné zasedání hiereijského koncilu, na němž byl odsouzen kult uctívání ikon. V důsledku tohoto rozhodnutí nařídil císař Konstantin V. zničit chrámové figurální mozaiky s novozákonním cyklem Kristus, Marie a světci a nahradit je obrazy stromů, ptáků a zvěře. Při té příležitosti byla Vlachernská ikona skryta pod vrstvou stříbrné malty. V roce 843, s koncem ikonoklasmu, se ve Vlachernském chrámu poprvé slavil svátek Oslava Pravoslaví se svatou vigilií, který připadá na první neděli Velkého půstu.
Vlachernská ikona Matky Boží byla znovu objevena během restaurátorských prací provedených za vlády císaře Romana III. Argyrose na počátku 11. století a opět se stala jednou z nejuctívanějších konstantinopolských ikon. Vlachernský chrám byl zcela zničen při požáru v roce 1070, ale císaři Roman IV. Diogenes a Michael VII. Dukas jej znovu postavili podle stejného plánu. Zcela byl chrám zničen požárem roku 1434.
Každý pátek se ve Vlachernském chrámu sloužila noční liturgie Agrypnía (αγρυπνία) a podle Anny Komnene se na chrámové ikoně děl tzv. „obvyklý zázrak“ (řec. synetís thavma). V pátek po západu slunce, se závoj, který ikonu zakrýval, pomalu zvedal a odhaloval tvář Bohorodice a o čtyřiadvacet hodin později závoj zase pomalu její tvář zastřel. K zázraku nedocházelo pravidelně a po latinském dobytí města přestal úplně a chrám si přivlastnili Latinci. Pro pravoslavnou církev jej pak vykoupil císař Jan III. Dukas Vatatzes.
Dne 29. června 1434 několik šlechtických dětí lovících holuby na střeše chrámu nešťastnou náhodou založilo požár, který zničil celý komplex i okolní čtvrť. Během osmanského období byla tato oblast značně zanedbaná. V roce 1867 koupil pozemek kolem svatého pramene cech pravoslavných kožešníků a postavil zde malou kapli.

## Popis

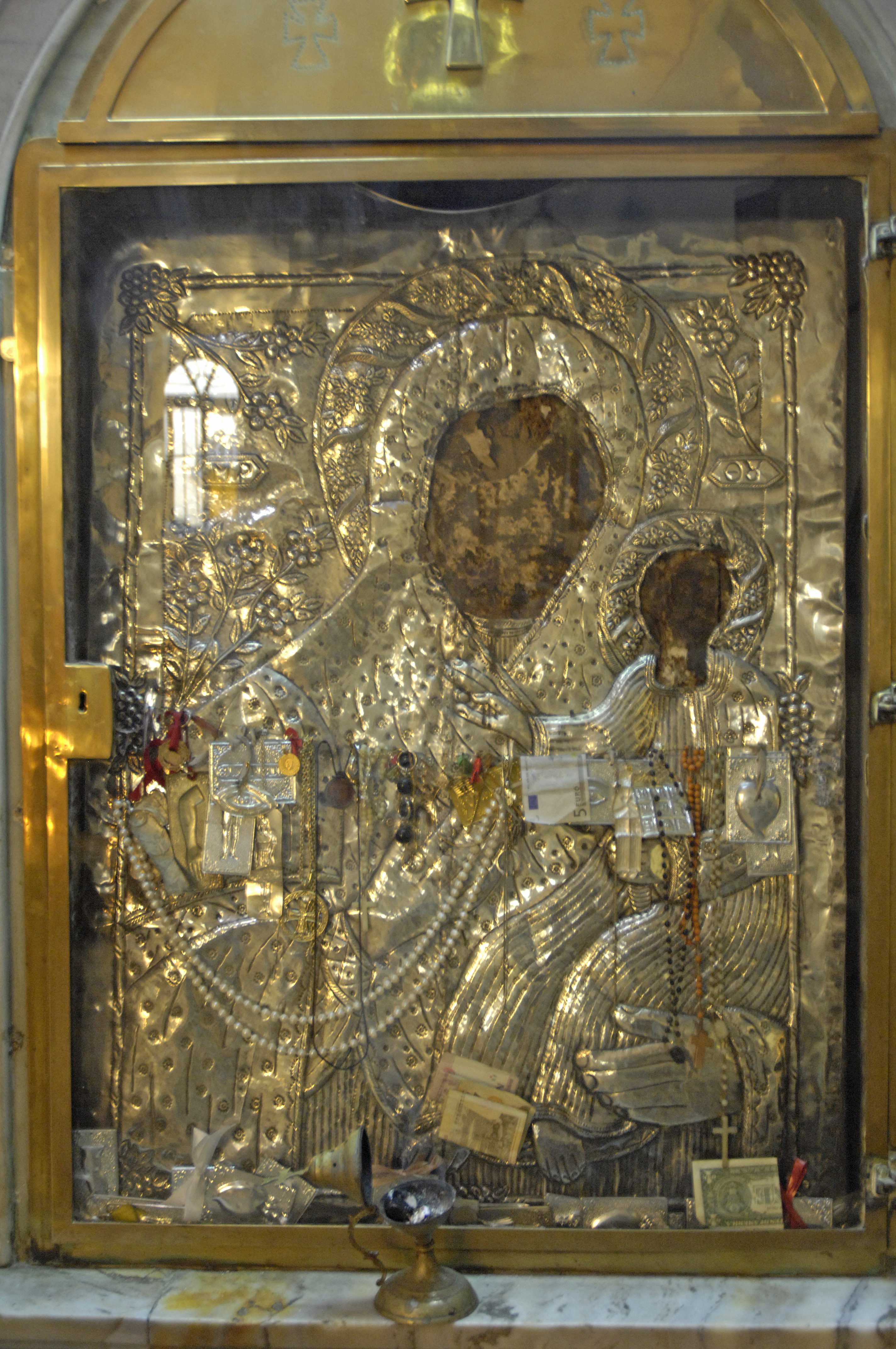
Ikona „Theotokos“ (Vlachernitissa); významné, staré nebo vzácné ikony byly často opatřeny kladívkovým stříbrným krytem; na volných místech je vidět tvář a ruce původního obrazu. Na ikonách bývají zavěšeny různé votivní dary (ex-voty včetně peněz), které zde zanechali poutníci.

Chrámový komplex ve Vlachernách byl označovaný jako „velký“ (mégas naós) a skládal se ze tří budov: z centrální trojlodní baziliky s dřevěnou střechou a dvěma kolonádami, z kaple relikviáře (Hagia Sorós) a z posvátné lázně (Hagia Lousma) – kaple s malým bazénem, do něhož prýštila voda ze svatého pramene (Hagiasma). Byla zde šatna a bazén krytý kupolí, kam se chodil císař každý pátek rituálně omývat. Na stěnách visely obrazy a v jednom výklenku byla ikona Matky Boží.
Chrám měl obdélníkový půdorys o stranách 96 m a 36 m. Prokopius ve svém díle De Edificiis uvádí, že obě kolonády se uprostřed lodi zalamovaly a opisovaly půlkruh. Císař Justinus II. přidal dvě boční ramena, čímž dal půdorysu podobu kříže. Španělský vyslanec Ruy Gonzáles de Clavijo, který Konstantinopol navštívil v roce 1402, napsal, že stavba byla rozdělena na tři lodě, přičemž střední byla vyšší než postranní. Sloupy byly vyrobeny ze zeleného jaspisu, zatímco hlavice a podstavce sloupů byly pozlacené a vytesané z bílého mramoru. V té době už chrám neměl kupoli, ale namísto toho vícebarevný komorový strop, zdobený zlatými girlandami.
Stěny byly pokryty barevnými mramorovými deskami, zatímco původně se používala stříbrná malta. Uprostřed lodi se nacházel stříbrný ambon a na konci stál bohatý ikonostas pokrytý obrazy. Horní stěny zdobily mozaiky znázorňující Kristovy zázraky a epizody z jeho života až do Nanebevstoupení Páně. V chrámu se také nacházely tribuny a oratoř. Vlachernský císařský palác ležel jižně od chrámového komplexu, nad nímž byl položen a poskytoval výhled na chrám, se kterým byl spojen portikem a schodištěm.
Chrám byl obnoven jako malý kostelík roku 1867, který dnes obklopuje hagiasmu (svatý pramen), má lichoběžníkový půdorys se šikmou střechou a je vyzdoben moderními ikonami a freskami. Je orientován ve směru severozápad-jihovýchod. Svatý pramen, o němž se věří, že má léčivou moc, je stále oblíbeným cílem pravoslavných a muslimských poutníků, kteří do něj házejí mince a sponky do vlasů. Poutníci si také mohou rituálně omýt oči u řady vodovodních kohoutků. Nad nimi se nachází moderní palindromový nápis: “Nípson anomímata mi mónan ópsin“ (řecky: „Omyj si hříchy nejen oči“). Voda kaskádovitě stéká do podzemní štoly, která podle tradice spojuje tuto hagiasmu s tou v Balıklı na druhé straně města.

## Galerie

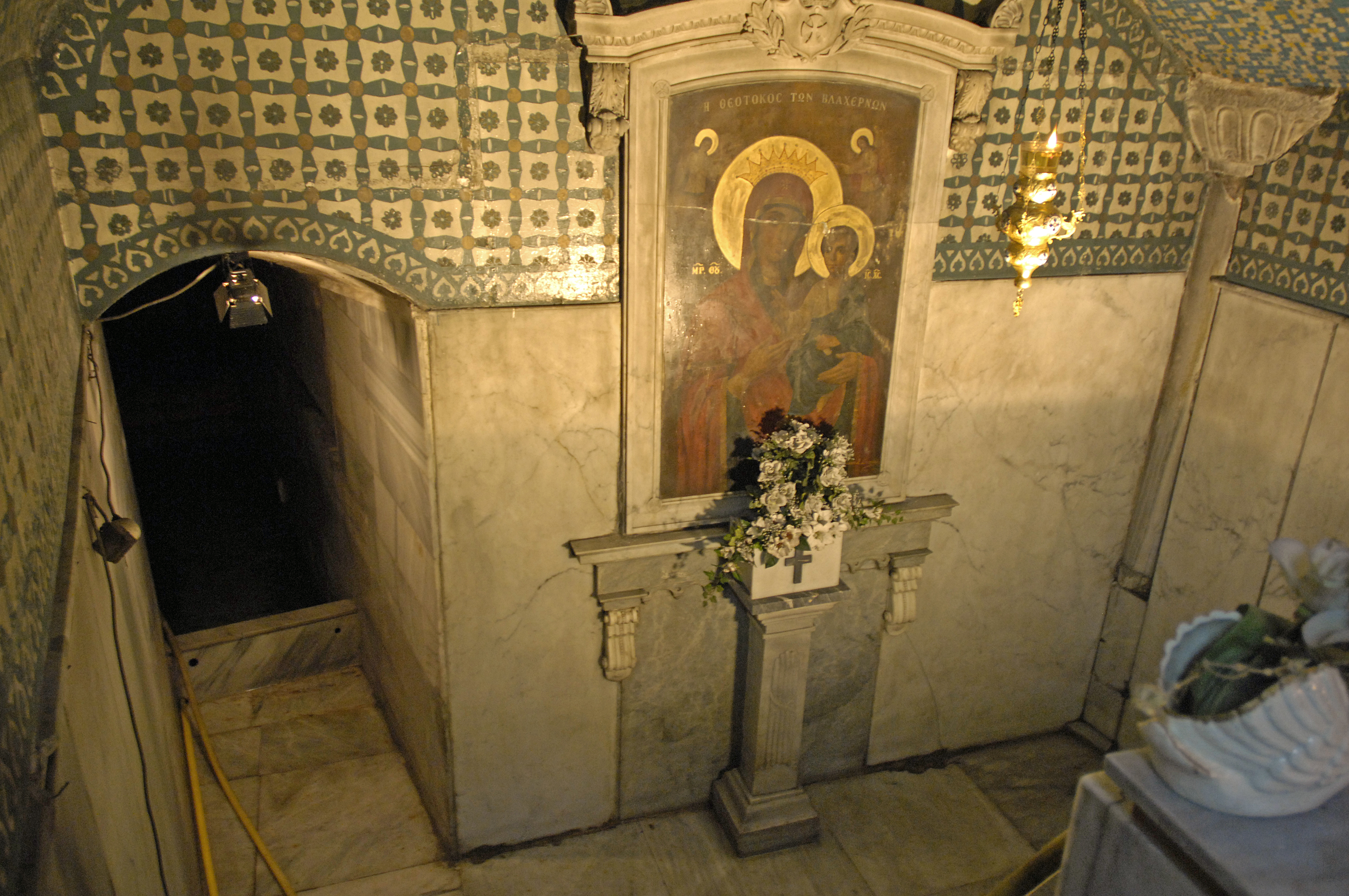
Posvátný pramen (vlevo) a ikona „Theotokos Hodigitria“ (= Bohorodička, Ta, která ukazuje cestu). Význam ikonografie: Panna Maria drží po svém boku Dítě Ježíše a ukazuje na něj jako na zdroj spásy pro lidstvo.
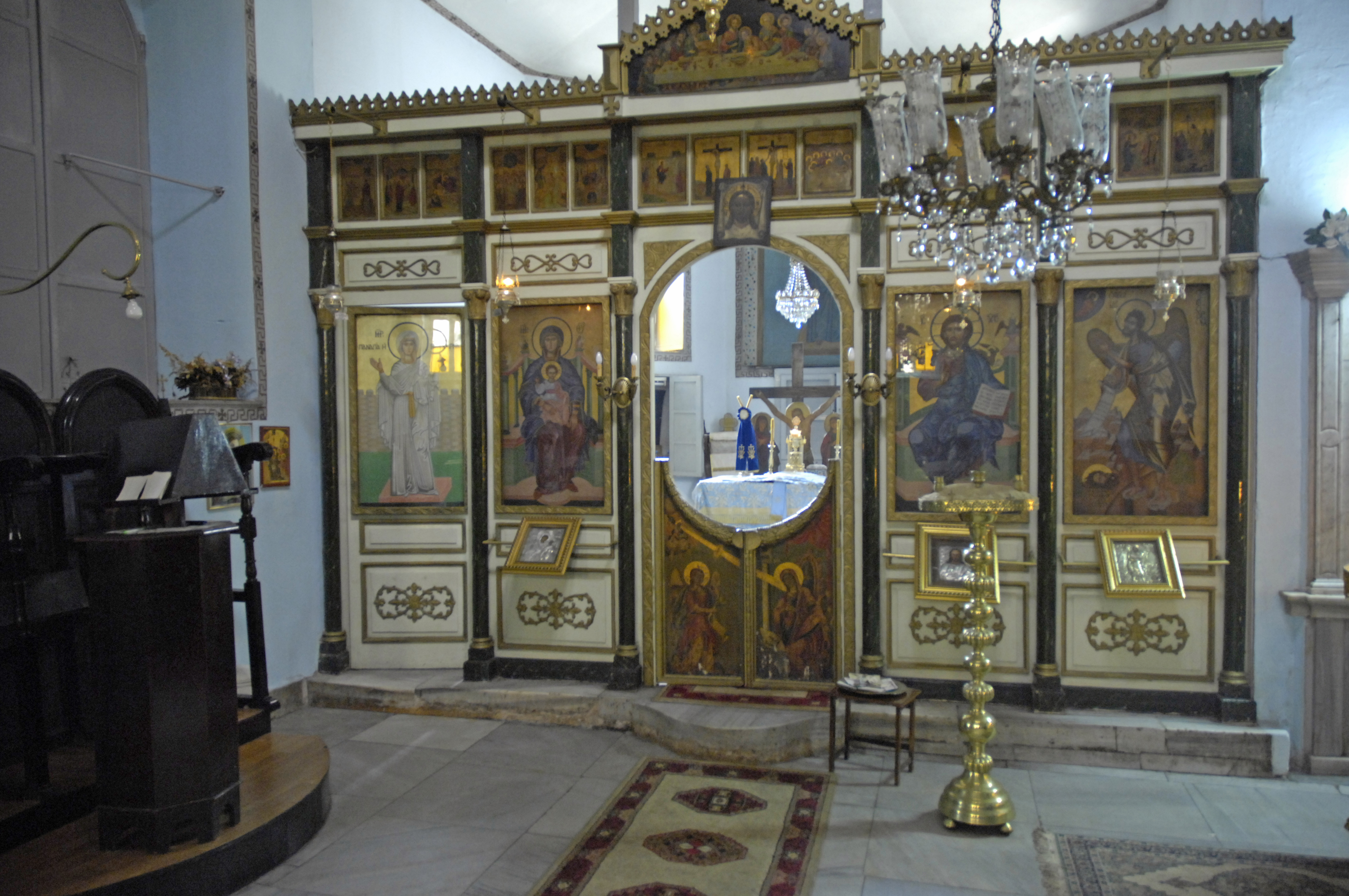
Ikonostas ve Vlachernském chrámu.
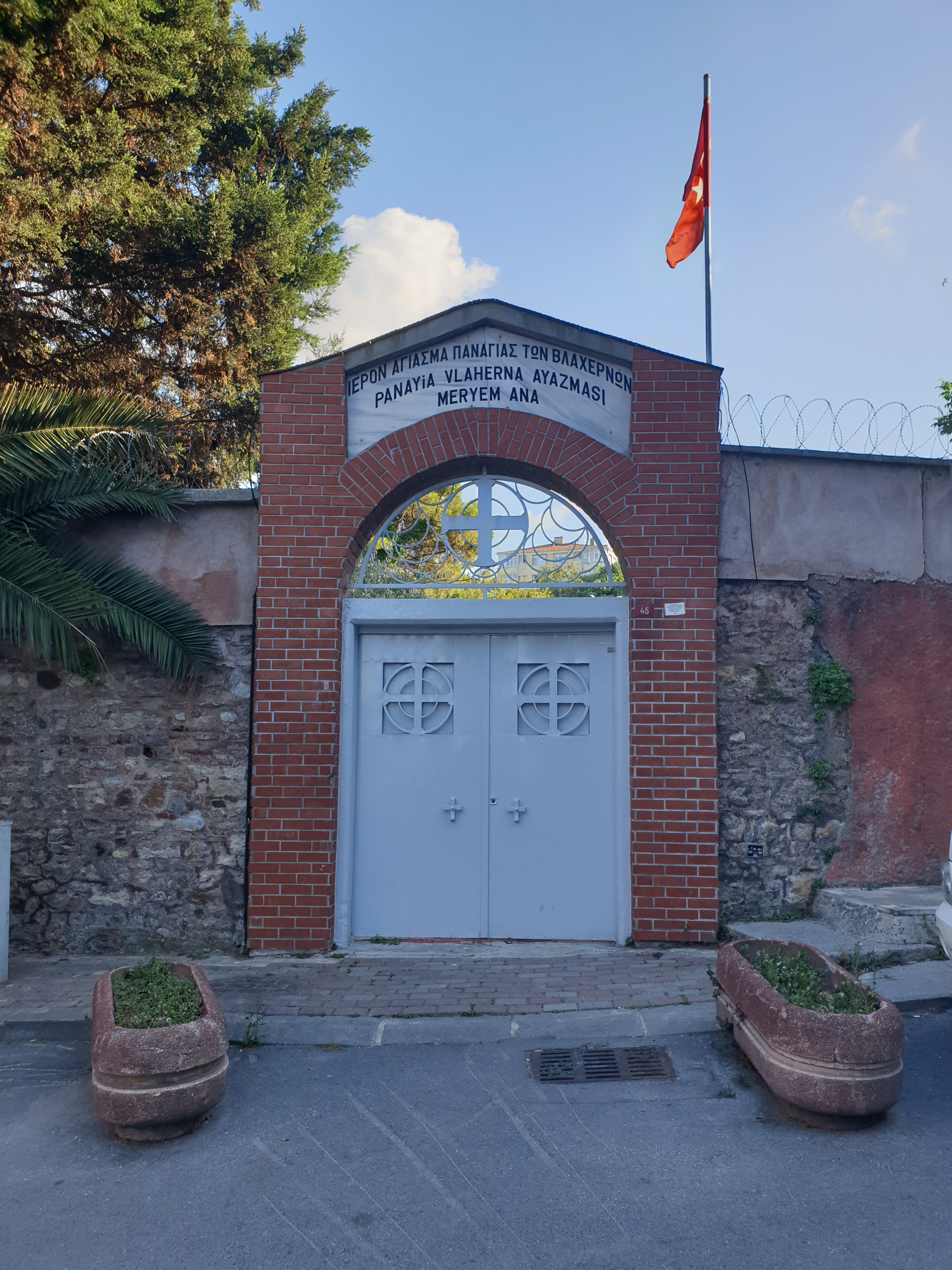
Chrám Matky Boží Vlachernské, Istanbul
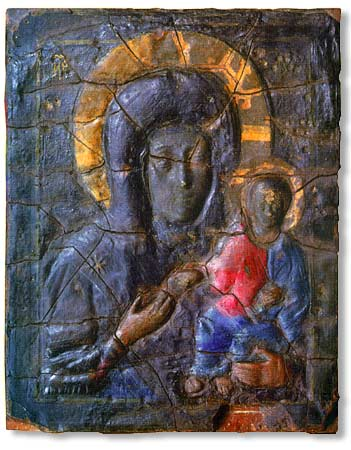
Matka Boží Vlachernská, Treťjakovská galerie, Moskva
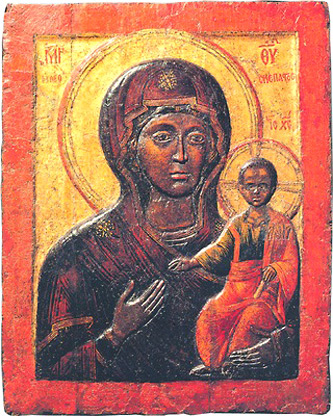
Matka Boží Vlachernská, Uspenský chrám, Moskva

### Podobné články
- Hagia Sofia
- Monastýr Krista Pantokratora
- Theotokos Pammakaristos
- Chrám svatých Apoštolů
- Chrám Bohorodice Farosské
- Chrám svatého Spasitele v Chóře
- Chrám svatého Polyeukta
- Chrám Matky Boží Životodárného pramene
- Lips monastýr (mešita Fenari Isa)